# 817
| [ Edytuj tabelę ]          |                                               |
| Hrabia Aragonii            | - 809 Aznar I 839                             |
| Król Asturii               | - 791 Alfons II 842                           |
| Hrabia Barcelony           | - 801 Berà 820                                |
| Cesarz Bizancjum           | - 813 Leon V Armeńczyk 820                    |
| Chan Bułgarii              | - 814 Omurtag 831                             |
| Cesarz Chin                | - 806 Tang Xianzong 820                       |
| Król Franków wschodnich    | - 814 Ludwik I Pobożny 840                    |
| Cesarz Japonii             | - 809 Saga 823                                |
| Władca Jutlandii           | - 812 Harald Klak 827                         |
| Kalif                      | - 813 Al-Mamun 833                            |
| Król Khmerów               | - 802 Dżajawarman II 850                      |
| Patriarcha Konstantynopola | - 815 Teodot I Kassiteras 821                 |
| Król Mercji                | - 796 Cenwulf 821                             |
| Król Nortumbrii            | - 808 Eanred 840                              |
| Książę Obodrzyców          | - 809 Sławomir 819                            |
| Papież                     | - 816 Stefan IV (V) 817 - 817 Paschalis I 824 |
| Cesarz rzymski             | - 814 Ludwik I Pobożny 840 - 817 Lotar I 855  |
| Doża Wenecji               | - 809 Angelo Partecipazio 827                 |

Rok 817 / DCCCXVII
stulecia: VIII wiek ~
IX wiek ~
X wiek

lata: 807 «
812 «
813 «
814 «
815 «
816 «
817
» 818
» 819
» 820
» 821
» 822
» 827

## Wydarzenia
- 25 stycznia – Paschalis I został papieżem.
- Lipiec - frankoński cesarz Ludwik Pobożny wydał ustawę Ordinatio Imperii, zakazującą podziału cesarstwa.

- Synod w Akwizgranie, który wprowadził regułę św. Benedykta z Nursji do klasztorów kolumbańskich w Galii.
- Cesarz Ludwik zainterweniował w sporze o tytuł księcia Obodrytów, by Sławomir, który zagarnął całą władzę, podzielił się nią z Czedrogiem, synem Drożka; Sławomir wypowiedział Frankom posłuszeństwo.

## Zmarli
- 24 stycznia - papież Stefan IV (V)